# Омуртаг (город)
Омуртаг (болг. Омуртаг, тур. Османбазар или Осман-Базар) — город в Болгарии. Находится в Тырговиштской области, входит в общину Омуртаг. Население составляет 10 004 человека.

## История
15 января 1878 года Омуртаг (тогда турецкий Осман-Базар) был занят русскими войсками в ходе русско-турецкой войны, что было упомянуто на Колонне Славы в городе Санкт-Петербурге.

## Политическая ситуация
Кмет (мэр) общины Омуртаг — Неждет Джевдет Шабан (Движение за права и свободы (ДПС)) по результатам выборов в правление общины.

## Экономика
В городе есть 7 компаний в области текстильной промышленности (ET "Елица 49", "Элиза мод", ООО "Трико" AD, ET "Петра", "Сателит 3" ООО, ET "EI" и TPK "Йова"); 6 компаний в области пищевых продуктов и напитков (Мандра „СИ-ВИ-ЕС“, ЕТ „Стезис“, ЕТ „Маратон-62“, „Биомак“ ООД, ЕТ „Хатче Местанова“ и „Кента“ АД); 3 компаний, производящие тапочки и шлепанцы („Бумеранг слипер“ ООД, „Интер БГ“ и ЕТ „Еспа 2005“) и другие.

## Праздники
7 июня - официальное празднование дня города Омуртаг; дата, в которую полетит в космос второй болгарский космонавт - Александр Александров.

## Известные уроженцы
- Даки Иорданов — болгарский ботаник, член Болгарской АН.